# Thierry Coppée
Pour les articles homonymes, voir Coppée.
Thierry Coppée, né le 5 mars 1971 à Bruxelles (province de Brabant), est un auteur de bande dessinée belge. Il accède à la notoriété avec Les Blagues de Toto.

## Biographie
Thierry Coppée, naît le 5 mars 1971 à Bruxelles. Après des études secondaires en gréco-latines, il s'inscrit à l'École de recherche graphique (l'ERG), à Bruxelles, option illustration où il étudie quatre ans. Ensuite, il poursuit une formation à l'école Normale. Il commence sa carrière professionnelle comme instituteur, profession qu'il exerce pendant 4 ans. Animé par sa passion du dessin, il envoie ses projets aux éditeurs. Après une brève collaboration avec Spirou, il est contacté par les éditions Delcourt pour faire un essai sur des blagues de Toto. Il publie son premier album de bande dessinée en 2004 parallèlement à son emploi qu'il conserve dans l'enseignement. En 2022, la série est vendue à 5 millions d'exemplaires et compte deux déclinaisons en séries télévisées. La série Les Blagues de Toto compte 17 titres en 2023.
Thierry Coppée apporte sa contribution à divers albums collectifs : Pourquoi j’aime la bande dessinée (Delcourt, 2006) ; La Fontaine aux fables - Tome 3 (Delcourt, 2006) ; La BD qui fait du bien (Glénat, 2018 ) et Les Aventures vraies de Fatman et Piggy Pork (La Grande Ourse, 2018).
En termes d'influences, Coppée s’inspire de Roba.

### Vie privée
Thierry Coppée vit en famille — son épouse est institutrice et ils ont trois garçons — à Petit-Enghien dans le Hainaut.

## Publications

### Albums
- Les Blagues de Toto
- 1. L'École des vannes[6], Delcourt, Paris, février 2004
Scénario et dessin : Thierry Coppée - Couleurs : Marmelade -  (ISBN 2847891749)
- 2. La Rentrée des crasses[7], Delcourt, Paris, septembre 2004
Scénario et dessin : Thierry Coppée - Couleurs : Lorien -  (ISBN 2847895132)
- 3. Sous les cahiers, la plage[8]..., Delcourt, Paris, juin 2005
Scénario et dessin : Thierry Coppée - Couleurs : Lorien -  (ISBN 284789778X)
- 4. Tueur à gags[9], Delcourt, Paris, juin 2006
Scénario et dessin : Thierry Coppée - Couleurs : Lorien -  (ISBN 2756001465)
- 5. Le Maître blagueur[10], Delcourt, Paris,  avril 2007
Scénario et dessin : Thierry Coppée - Couleurs : Lorien -  (ISBN 9782756005683)
- 6. L'As des pitres[11], Delcourt, Paris, 9 avril 2008
Scénario et dessin : Thierry Coppée - Couleurs : Lorien -  (ISBN 9782756011745)
- 7. La Classe qui rit, Delcourt, Paris, 7 décembre 2008
Scénario et dessin : Thierry Coppée - Couleurs : Lorien -  (ISBN 9782756011752)
- 8. L'Élève dépasse le mètre[12], Delcourt, Paris, novembre 2010
Scénario et dessin : Thierry Coppée - Couleurs : Lorien -  (ISBN 9782756015903)
- 9. Le Sot à ski[13],[14], Delcourt, Paris, 7 novembre 2012
Scénario et dessin : Thierry Coppée - Couleurs : Lorien -  (ISBN 9782756019956)
- 10. L'Histoire drôle[15], Delcourt, Paris, 20 novembre 2013
Scénario et dessin : Thierry Coppée - Couleurs : Lorien -  (ISBN 9782756027951)
- 11. L'Épreuve de farce[16], Delcourt, Paris, 13 novembre 2014
Scénario et dessin : Thierry Coppée - Couleurs : Lorien -  (ISBN 9782756057736)
- 12. Bête de concours[17],[18], Delcourt, Paris, 18 novembre 2015
Scénario et dessin : Thierry Coppée - Couleurs : Lorien -  (ISBN 9782756057743)
- 13. Super zéro[19] !, Delcourt, Paris, 16 novembre 2016
Scénario et dessin : Thierry Coppée - Couleurs : Lorien -  (ISBN 9782756064734)
- 14. Devoirs citoyens[20], Delcourt, Paris, 15 novembre 2017
Scénario et dessin : Thierry Coppée - Couleurs : Lorien -  (ISBN 9782756064741)
- 15. Le Savant fou rire[21], Delcourt, Paris, 14 novembre 2018
Scénario et dessin : Thierry Coppée - Couleurs : Lorien -  (ISBN 9782413010326)
- 16. Blagues to school[22], Delcourt, Paris, 12 novembre 2020
Scénario et dessin : Thierry Coppée - Couleurs : Lorien -  (ISBN 9782413013068)
- 17. Zéro, boulot, dodo[23], Delcourt, Paris, 22 novembre 2023
Scénario et dessin : Thierry Coppée - Couleurs : Lorien -  (ISBN 9782413024538)

- Blagues de Toto (Les) - Drôle d’aventure (BD du film)[24], avec Lapuss et Ztnarf  (dessin), Delcourt, 2020  (ISBN 978-2-413-02479-8).

### Collectifs
- Pourquoi j’aime la bande dessinée, Delcourt, juin 2006  (ISBN 2756004421)
- La Fontaine aux fables
  - Tome 3[25], Delcourt, novembre 2006  (ISBN 2847899324)
  - Intégrale, Delcourt, novembre 2010  (ISBN 9782756024905)
- Les Fables de La Fontaine et Hitler, Nouvelles Éditions Latines, Paris, août 2010
Scénario : La Fontaine - Dessin : collectif dont Thierry Coppée - Couleurs : quadrichromie -  (ISBN 978-2-7233-9699-8),Adaptation de l'œuvre de Jean de La Fontaine. Participation : La Poule aux œufs d'or'.
- La BD qui fait du bien (des auteurs de bande dessinée se mobilisent contre les cancers des enfants, pour l'association Imagine for Margo)[26], Glénat, 2018  (ISBN 978-2-344-02665-6)
- Les Aventures vraies de Fatman et Piggy Pork, La Grande Ourse, Andenne, 2018.

### Littérature jeunesse
- Le Carnet de rentrée, Paris, Éditions Albin Michel, 2013, 64 p.  (ISBN 9782226248213)
- Une rentrée mouvementée, Fabrice Ravier (textes), Paris, Éditions Albin Michel, coll. « P'tit Tome », 2015, 64 p.  (ISBN 978-2-226-31798-8)

## Prix et distinctions
- 2006 :  prix humour/jeunesse pour Tueur à gags[27].

#### Livres
: document utilisé comme source pour la rédaction de cet article.
- Le 9e Rêve no 6, Bruxelles, Institut Saint-Luc de Bruxelles, École de recherche graphique, 2006, 144 p. (présentation en ligne), p. 29.
- Philippe Mellot, Michel Denni, Laurent Turpin et Isabelle Morzadec, Trésors de la bande dessinée : BDM 2023-2024 - Catalogue encyclopédique et Argus, Paris, Les Arènes, novembre 2022, 1677 p., ill. ; 23 cm (ISBN 9791037507280, OCLC 1351462460, présentation en ligne), p. 170. .

#### Périodiques
- Thierry Coppée (interviewé par Jean-Pierre Fuéri), « Entretien : Les profs-auteurs au tableau ! - Entretien avec Thierry Coppée », Casemate, no 58,‎ avril 2013 (ISSN 1964-504X).

#### Articles
- Thierry Coppée (interviewé par Charles-Louis Detournay), « Thierry Coppée (Les Blagues de Toto) : « J’éprouve beaucoup de plaisir à détailler mes arrière-plans » », ActuaBD,‎ 24 février 2011 (lire en ligne, consulté le 16 janvier 2023)
- Thibaud Delafosse, « Cinq auteurs et dessinateurs de bande dessinée à rencontrer lors de l'édition 2019 de Lire à Limoges », Le Populaire du Centre,‎ 1er mai 2019 (lire en ligne, consulté le 16 janvier 2023)
- Thierry Coppée (interviewé par Charles-Louis Detournay), « Thierry Coppée ("Les Blagues de Toto") : « Toute adaptation demande des concessions. Si vous n’êtes pas prêt à en faire, mieux vaut laisser tomber ! » », ActuaBD,‎ 22 juillet 2020 (lire en ligne, consulté le 16 janvier 2023).
- Sarah Libbrecht, « Thierry Coppée, ravi de voir son personnage "Toto" sur grand écran », RTBF,‎ 13 août 2020 (lire en ligne, consulté le 16 janvier 2023)
- Dominique Deprêtre, « Toto s’adapte d’après la BD à succès de Thierry Coppée », Soir Mag,‎ 4 juillet 2022 (lire en ligne , consulté le 16 janvier 2023).
- Thierry Coppée (interviewé par Ilan Ferry), « Entretien : Thierry Coppée : « Les blagues de Toto sont universelles et transgénérationnelles » », Lire magazine,‎ 2 août 2023 (lire en ligne , consulté le 20 octobre 2024).

### Émissions de télévision
- Carton plein au cinéma pour «Les blagues de Toto» de l'Enghiennois Thierry Coppée sur Notélé, reportage : Nicolas Lourosa et Romain Basso-Basset (4 min 4 s), 13 août 2020.

- Les blagues de Toto 2 : nouvelle adaptation cinématographique de la BD de Thierry Coppée sur Notélé, reportage : Adélie Brand et Maxime Soyez (3 min), 2 août 2023.

### Vidéographie
- [vidéo] « Temploux 2022 - Thierry Coppée et son Toto », sur YouTube, 21 août 2022